# UKM-2000
UKM-2000 je poljski mitraljez opće namjene kalibra 7,62 mm.

## Povijest razvoja
12. ožujka 1999. Poljska je postala članica pakta NATO. Nakon toga javio se problem modifikacije postojećeg oružja poljske vojske na NATO-v standard. Zbog toga je odlučen razvoj novog mitraljeza opće namjene koji je temeljen na dizajnu sovjetskog mitraljeza PK. Tako je stvoren UKM-2000 koji može koristiti NATO-vo streljivo.
Modifikaciji su najprije pristupili pištolji i automatske puške u službi poljske vojske, a nakon toga su uslijedili mitraljezi opće namjene. Tako je novonastali UKM-2000 umjesto 7,62×54 mm R počeo koristiti streljivo kalibra 7,62×51 mm.
UKM-2000 ima samo mogućnost automatske paljbe te koristi lance sa streljivom kapaciteta 100, 200 i 250 metaka koji se nalaze u metalnim kutijama.

## Uporaba
Prototipovi su se izrađivali od 1998. do 2000., a kvalifikacijski testovi su dovršeni 2000. godine. U konačnici su stvorene inačice UKM-2000P, UKM-2000 D te UKM-2000C. Poljska vojska je najprije krenula s testnom uporabom modela D i P. Mitraljezi su se počeli uvoditi u oružane snage 2007. godine. Sljedeće godine su modeli 2000P opremljeni sa šinama Picatinny.
Inačica UKM-2000C se u poljskim oružanim snagama koristi kao sekundarno naoružanje na borbenom vozilu pješaštva KTO Rosomak (licencna inačica finske Patrije AMV). Modeli 2000C i 2000P su u uporabi poljskih mirovnih snaga koje djeluju u Afganistanu u sklopu ISAF-a.

## Korisnik
- Poljska: poljska vojska.

## Vanjske poveznice
- UKM-2000 (en.Wiki)
- Karabin maszynowy UKM-2000 (pl.Wiki)
- Web stranica proizvođača  Arhivirana inačica izvorne stranice od 30. rujna 2011. (Wayback Machine)